# Stephen O’Halloran
Stephen O’Halloran (Cobh, 1987. november 29.) ír labdarúgó, jelenleg az angol Stockport County játékosa.

## Külső hivatkozások
- Stephen O'Halloran pályafutásának statisztikái a Soccerbase oldalon (angolul)

- Aston Villa játékosadatbázis
- Írország profil
- Cikk a Southampton FC weboldalán[halott link]